# Lophostrix cristata wedeli
Lophostrix cristata wedeli Griscom, 1932 è una sottospecie di gufo crestato presente  dall'est di Panama fino al nord-est della Colombia e del Venezuela.